# Abdullah Al-Qenai
Abdullah Abdulrahman Al-Qenai  (arab. عبدالله عبدالرحمن القناعى) – kuwejcki piłkarz ręczny, uczestnik Letnich Igrzysk Olimpijskich 1980.
W 1980 roku wziął udział w Letnich Igrzyskach Olimpijskich w Moskwie. W całym turnieju zdobył siedem goli. Razem z kolegami z reprezentacji zajął ostatnie 12. miejsce, a jego drużyna przegrała wszystkie mecze turnieju.